# Cantera
Pour les articles homonymes, voir Cantera (homonymie).
Ne doit pas être confondu avec Polyphonie dans les Pyrénées gasconnes ou Cantèra.
Cantera est un logiciel open source de cinétique chimique utilisé pour résoudre les écoulements réactifs laminaires. Il a été utilisé comme bibliothèque tierce dans des codes de simulation de flux réactifs externes, tels que FUEGO et CADS, utilisant Fortran, C++, etc. pour évaluer les propriétés et les termes sources chimiques qui apparaissent dans les équations. Cantera a été initialement écrit et développé par le Prof. Dave Goodwin de l'Institut de technologie de Californie. Il est écrit en C++ et peut être utilisé depuis C++, Python, Matlab et Fortran.
- Cinétique chimique

- Dépôt Cantera sur Github
- Documentation en ligne de Cantera
- Présentation des fonctionnalités de Cantera lors de l'atelier NSF 2006
- Lien de téléchargement